# Acidi grassi a catena molto lunga
Un acido grasso a catena molto lunga (in inglese, very long chain fatty acid da cui la sigla VLCFA) è un acido grasso a catena lunga con una catena alifatica composta da più di 22 atomi di carbonio. Al contrario di molti acidi grassi, quelli a catena lunga sono troppo grandi per essere metabolizzati nei mitocondri e devono essere lavorati nei perossisomi, che possiedono propri enzimi di ossidazione di queste molecole.
Alcune patologie da accumulo perossisomiale possono essere associate a difetti del metabolismo degli acidi grassi a catena molto lunga. Malattie di questo genere provocano spesso degenerazioni della mielina, rivestimento dei nervi del sistema nervoso che garantisce il procedere dell'impulso nervoso aumentandone inoltre la velocità; essendo la mielina composta da cellule ricchissime di lipidi, è facilmente intuibile il collegamento tra queste patologie e difetti del metabolismo dei grassi. L'accumulo di acido cerotico nelle patologie perossisomiali indica che nell'uomo esso è il termine finale del processo di elongazione endogena: nell'uomo gli acidi grassi non vengono ulteriormente allungati.

## Principali VLCFA

### VLCFA saturi
| n° atomi di C: n° doppi legami | nome comune              | nome IUPAC             | formula chimica         | punto di fusione (°C) | fonti                                                                                 |
| ------------------------------ | ------------------------ | ---------------------- | ----------------------- | --------------------- | ------------------------------------------------------------------------------------- |
| 22:0                           | acido beenico (behenico) | acido docosanoico      | C22H44O2 CH3(CH2)20COOH | -                     | in piccole quantità nei semi vegetali e nei grassi animali, nella malattia di Gaucher |
| 24:0                           | acido lignocerico        | acido tetracosanoico   | C24H48O2 CH3(CH2)22COOH | -                     | alcuni grassi vegetali, componente della sfingomielina                                |
| 26:0                           | acido cerotico           | acido esacosanoico     | C26H52O2 CH3(CH2)24COOH | -                     | cera d'api, cera carnauba, grasso della lana                                          |
| 28:0                           | acido montanico          | acido ottacosanoico    | C28H56O2 CH3(CH2)26COOH | -                     | cere animali e vegetali                                                               |
| 30:0                           | acido melissico          | acido triacontanoico   | C30H60O2 CH3(CH2)28COOH | -                     | cere animali e vegetali                                                               |
| 32:0                           | acido laceroico          | acido dotriacontanoico | C32H64O2 CH3(CH2)30COOH | -                     | -                                                                                     |

### VLCFA monoinsaturi
| n° atomi di C: n° doppi legami | posizione dei doppi legami | nome comune     | nome IUPAC                  | formula chimica                    | punto di fusione (°C) | fonti         |
| ------------------------------ | -------------------------- | --------------- | --------------------------- | ---------------------------------- | --------------------- | ------------- |
| 22:1                           | 11                         | acido cetoleico | acido cis-11-docosenoico    | C22H42O2 CH3(CH2)9CH=CH(CH2)9COOH  | -                     | oli vegetali  |
| 22:1                           | 13                         | acido erucico   | acido cis-13-docosenoico    | C22H42O2 CH3(CH2)7CH=CH(CH2)11COOH | -                     | olio di colza |
| 24:1                           | 15                         | acido nervonico | acido cis-15-tetracosenoico | C24H46O2 CH3(CH2)7CH=CH(CH2)13COOH | -                     | -             |

### VLCFA polinsaturi
| n° atomi di C: n° doppi legami | posizione dei doppi legami | nome comune         | nome IUPAC                            | formula chimica | punto di fusione (°C) | fonti        |
| ------------------------------ | -------------------------- | ------------------- | ------------------------------------- | --------------- | --------------------- | ------------ |
| 22:5                           | 7, 10, 13, 16, 19          | acido clupanodonico | acido 7,10,13,16,19-docosapentaenoico | C22H34O2        | -                     | oli di pesce |
| 22:6                           | 4, 7, 10, 13, 16, 19       | acido cervonico     | acido 4,7,10,13,16,19-docosaesaenoico | C22H32O2        | -                     | oli di pesce |